# Fissuraphorura duplex
Fissuraphorura duplex is een springstaartensoort uit de familie van de Tullbergiidae. De wetenschappelijke naam van de soort is voor het eerst geldig gepubliceerd in 1962 door da Gama.